# G színképtípusú csillag

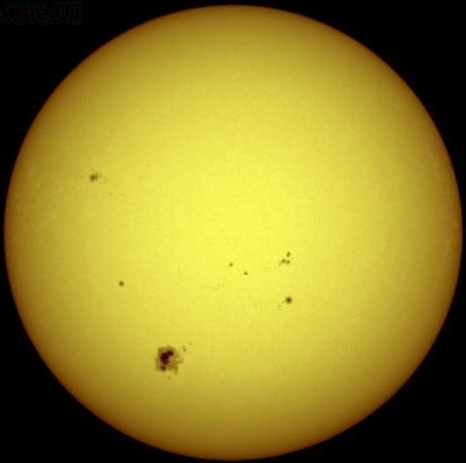
A Nap G színképtípusú csillag

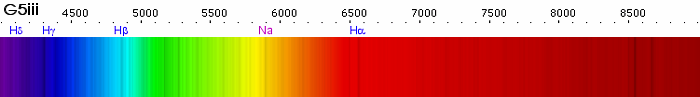

A G színképtípusú csillag olyan csillag, melynek felszíni hőmérséklete 5–6000 K.
Erről a színképosztályról tudunk a legtöbbet, mivel a mi Napunk is ebbe tartozik. A semleges hidrogén vonalai gyengülnek, a semleges fémek vonalai válnak a legerősebbeké. Az egyszeresen ionizált kalcium H- és K-vonala is látható. Rendkívül erős a G-sáv (valójában a CH és a Fe vonalainak csoportja). A fősorozat csillagainak 8 %-a tartozik ide; a Nap mellett például a τ Ceti és a Capella. Az alábbi ábrán egy G5 III spektráltípusú csillag színképe látható.

## Külső hivatkozások
- A csillagok állapothatározói - ELTE interaktív csillagászati portál